# ジョルジョ・サンティ
ジョルジョ・サンティ（イタリア語: Giorgio Santi、1746年 - 1822年12月30日）は、イタリアの博物学者、植物学者、医師である。

## 略歴
ピエンツァで生まれた。シエナ大学で医学を学んだ。フィレンツェの病院で働いた後、1773年に奨学金を得て、フランスに留学し、モンペリエ、パリで学び、当時の有名な科学者、ビュフォンやラヴォアジエと交流した。1782年にフィレンツェに戻り、トスカーナ大公レオポルド2世はサンティのために、ピサ大学に博物学と化学の教授職を設けて、サンティを教授に任命し、ピサ植物園（Orto Botanico di Pisa）の園長にも任じた。植物園の中に邸宅も提供されたが、サンティはピエンツァで暮らした。教授職のかたわら現在のシエーナやグロッセートの自然の研究を行ない、旅行記を残した。イタリアに近代的な地質学や化学の理論を導入した学者で、実験動物学の学者、ラザロ・スパランツァーニや博物学者のジョバンニ・ファブローニ、植物学者のガエターノ・サヴィらの科学者たちと密接な交流を持ったが科学的な著作は多くない。
イネ科の属名Santia Savi（Polypogonのシノニム）などに献名された。

## 著作
- Analisi chimica delle acque dei bagni pisani e dell'acqua acidula di Asciano (1789)
- Viaggi per la Toscana (1795-1806) (フランス語訳（1802年）タイトル "Voyage au Montamiata")